# تاريخ عالم أرميني
تاريخ عالم أرميني هو كتاب فارسي عن تاريخ اتحاد آق قويونلو كتبه فضل بن روزبيهان خنجي. أُلف بعد التوسع الكبير شرقًا في آق قويونلو، وتم الانتهاء منه قبل عام 1493.
أُهدي الكتاب إلى بايسونغور. وقد ترجمها في العصر الحديث فلاديمير مينورسكي إلى اللغة الإنجليزية. أشاد مينورسكي بشدة بالمؤلف لحياده. يعد الكتاب أحد المصادر الأولية القليلة عن تاريخ سلالة آق قويونلو، ويحتوي على معلومات قيمة عن عهد السلطان يعقوب والسلطان خليل وأوزون حسن.